# Fosfat de zinc
El fosfat de zinc és un compost inorgànic amb la fórmula Zn 3 ( PO 4 ) 2. Aquest compost que té forma de pólvores blanques s'utilitza àmpliament com a recobriment resistent a la corrosió en superfícies metàl·liques, ja sigui com a part d'un procés de galvanoplastia o aplicat com pigment d'imprimació (vegeu també plom vermell ). Ha desplaçat en gran manera els materials tòxics basats en plom o crom, i el 2006 s'havia convertit en l'inhibidor de corrosió més utilitzat. El fosfat de zinc cobreix millor una estructura cristal·lina que el metall nu, de manera que sovint s'utilitza un agent d'imprimació com a pretractament. Un agent comú és el pirofosfat de sodi.

## Minerals
Les formes naturals del fosfat de zinc hi ha els minerals hopeita i parahopeita. Un mineral una mica similar és el fosfat de zinc hidratat natural anomenat tarbuttita, Zn 2 (PO 4 ) (OH). Tots dos es coneixen a partir de zones d'oxidació dels llits de mineral de Zn i es van formar mitjançant l'oxidació de l'esfalerita per la presència de solucions riques en fosfat. La forma anhidra encara no s'ha trobat de manera natural.

## Ús

### Odontologia
El ciment de fosfat de zinc és el ciment dental clàssic per excel·lència. S'utilitza habitualment per a cementar restauracions permanents de metall i diòxid de zirconi       i com a base per a restauracions dentals. El ciment de fosfat de zinc s'utilitza per a la cimentació d' incrustacions, corones, ponts i aparells d'ortodòncia i ocasionalment com a restauració temporal.
Es prepara barrejant pólvores d'òxid de zinc (ZnO) i òxid de magnesi (MgO) amb un líquid que consisteix principalment en àcid fosfòric, aigua i tampons. És el ciment estàndard per mesurar. Té la trajectòria més llarga d'ús en odontologia.
En els darrers anys s'han afegit ciments adhesius més nous amb una base química diferent (per exemple, ciment de ionòmer de vidre ), però no han desplaçat el clàssic ciment de fosfat, que segueix mantenint-se en el mercat dental amb el seu processament senzill i segur i bon relació preu-rendiment. El ciment de fosfat de zinc només té una resistència a la flexió baixa i no s'adhereix a la dentina (és un ciment i no un adhesiu).
El ciment de fosfat de zinc té una alta resistència a la compressió, un baix gruix de pel·lícula, una contracció mínima i una expansió tèrmica i és biocompatible. En comparació amb altres materials d'enganxament com el ciment de ionòmer de vidre o els compostos, el ciment de fosfat de zinc és menys sensible a la humitat. L'excés produït durant la cimentació de les restauracions dentals es pot eliminar fàcilment.
El ciment de fosfat de zinc té una gran capacitat d'adhesió a la dent, el metall o fins i tot l'òxid de zirconi.
Malgrat la seva forta acidesa, el ciment de fosfat de zinc no danya la polpa (ni el nervi de la dent) durant la fase de presa. Per tant, s'utilitza com a revestiment per protegir la polpa sota farcits fets amb composts.
Les marques dentals conegudes a Alemanya i al món per al ciment de fosfat de zinc són el ciment Harvard i el ciment Hoffmann. Otto Hoffmann va inventar aquest ciment el 1892 i el va fer patentar. Fins a l'inici de la Primera Guerra Mundial, va tenir una posició de monopoli mundial amb el seu ciment.